# Fantasia (filme)
Fantasia (bra/prt: Fantasia) é um filme norte-americano, do gênero animação, lançado pela Walt Disney Productions em 1940. É o terceiro filme de animação dos estúdios Disney e consiste de oito segmentos animados acompanhados cada um de músicas clássicas conduzidas por Leopold Stokowski, sete deles foram apresentados pela Orquestra de Filadélfia. O compositor musical e crítico americano Deems Taylor introduz cada segmento.
Após uma série de tentativas não finalizadas de realizar uma continuação para obra, dentre as quais se destaca Musicana, o sobrinho de Disney, Roy E. Disney, coproduziu a única sequência lançada oficialmente de Fantasia, Fantasia 2000.

## Segmentos do filme

### Tocata e Fuga em Ré Menor, BWV 565
De Johann Sebastian Bach; pela primeira vez, Disney e seus artistas se arriscaram no mundo da abstração e a equipe de efeitos especiais teve a chance de colocar todo o seu talento na tela.[carece de fontes?]

### Suíte Quebra-Nozes
De Tchaikovsky; é o segmento onde os artistas tomaram um caminho diferente da tradicional história envolvendo brinquedos, fazendo sua própria interpretação da música e mostrando um número que simboliza as estações do ano, através de fadas aladas e outros elementos da natureza, como flores e peixes bailarinos, cogumelos chineses e cravos russos.

### O Aprendiz de Feiticeiro
De Paul Dukas; apresenta Mickey Mouse no papel do feiticeiro afobado que quer aprender seu ofício antes da hora. Para isso, ele rouba o chapéu mágico de seu mestre Yen-Sid e dá vida a várias vassouras para encher o caldeirão de água e cria algo que nem ele mesmo sabe controlar.
- Esse segmento apresenta o papel mais famoso do Mickey Mouse: o Mickey feiticeiro. Mickey faz um pedido as estrelas através das mãos mágicas. As estrelas que viraram cometas, se chocam e viraram fogos de artifício. As vassouras deixaram o Mickey furioso. Mickey devolveu o chapéu mágico para o mestre Yen-Sid e se arrependeu.
- Inspirado na obra de Johann Wolfgang von Goethe.

### Sagração da Primavera
De Igor Stravinsky; é como uma explicação científica da evolução da vida na Terra, desde os primeiros seres microscópicos aos gigantescos dinossauros.

### Sinfonia Pastoral
De Beethoven; tem como cenário o Monte Olimpo e o elenco de personagens é composto de figuras fantasiosas como cavalos alados que cortam o céu, sátiros que saltam pelos campos, cupidos, centauros e suas namoradas. Este segmento do filme causou muita polêmica ao mostrar centauros e cupidos nus e mostrou uma centaura negra.

### Dança das Horas
De Amilcare Ponchielli, apresenta uma sátira ao balé clássico e representa as horas do dia por um grupo de animais, como avestruzes, hipopótamos, elefantes e jacarés;

### Uma Noite no Monte Calvo
De Modest Mussorgsky; é ilustrado pelo demônio Chernabog que vive no alto de uma montanha, e que na noite de Halloween vem atormentar as almas de um vilarejo.

### Ave Maria
De Franz Schubert; o segmento apresenta uma procissão religiosa que segue até uma capela gótica, é a continuação do segmento anterior.

## Trilha sonora
A trilha sonora de Fantasia foi gravada utilizando múltiplos canais de áudio e reproduzidos no sistema Fantasound, uma maneira pioneira de reprodução de som que fez do longa o primeiro filme comercial lançado com som estéreo.
Todas as canções foram interpretadas por Leopold Stokowski & The Philadelphia Orchestra.

### Edições
- A trilha sonora foi disponibilizada para download digital na iTunes Store. A versão digital contém a faixa "Rite of Spring", faixa que não está presente na edição física.[4]
- Em 2009, a trilha sonora foi lançada em CD duplo no Brasil.[5]

### Faixas
| Disco 1 |                                                                |         |  |
| N.º     | Título                                                         | Duração |  |
| 1.      | "Toccata and Fugue In D Minor, BWV 565"                        |         |  |
| 2.      | "The Nutcracker Suite, Op. 71A, Dance of the Sugar Plum Fairy" |         |  |
| 3.      | "The Nutcracker Suite, Op. 71A, Chinese Dance"                 |         |  |
| 4.      | "The Nutcracker Suite, Op. 71A, Dance of the Reed Flutes"      |         |  |
| 5.      | "The Nutcracker Suite, Op. 71A, Arabian Dance"                 |         |  |
| 6.      | "The Nutcracker Suite, Op. 71A, Russian Dance"                 |         |  |
| 7.      | "The Nutcracker Suite, Op. 71A, Waltz of the Flowers"          |         |  |
| 8.      | "The Sorcerer's Apprentice"                                    |         |  |
| 9.      | "Rite of Spring"                                               |         |  |

| Disco 2 |                                                                            |         |  |
| N.º     | Título                                                                     | Duração |  |
| 1.      | "Symphony No. 6 ("Pastoral"), Op. 68, I Allegro Ma Non Troppo"             |         |  |
| 2.      | "Symphony No. 6 ("Pastoral"), Op. 68, II Andante Molto Mosso"              |         |  |
| 3.      | "Symphony No. 6 ("Pastoral"), Op. 68, III Allegro/IV Allegro/V Allegretto" |         |  |
| 4.      | "Dance of the Hours from the Opera "La Gioconda""                          |         |  |
| 5.      | "A Night On Bald Mountain"                                                 |         |  |
| 6.      | "Ave Maria, Op. 52 No. 6"                                                  |         |  |

| Disco 2 – Faixas bônus da edição Walt Disney Records the Legacy Collection: Fantasia |                                                         |         |  |
| N.º                                                                                  | Título                                                  | Duração |  |
| 7.                                                                                   | "The Sorcerer's Apprentice"                             |         |  |
| 8.                                                                                   | "Suite bergamasque, L. 75: Clair de Lune ("Moonlight")" |         |  |

| Disco 3 – Edição Walt Disney Records the Legacy Collection: Fantasia |                                                                                               |         |  |
| N.º                                                                  | Título                                                                                        | Duração |  |
| 1.                                                                   | "Toccata and Fugue in D Minor, BWV 565" (Irwin Kostal Re-Record, 1982)                        |         |  |
| 2.                                                                   | "The Nutcracker Suite, Op. 71A, Dance of the Sugar Plum Fairy" (Irwin Kostal Re-Record, 1982) |         |  |
| 3.                                                                   | "The Nutcracker Suite, Op. 71A, Chinese Dance" (Irwin Kostal Re-Record, 1982)                 |         |  |
| 4.                                                                   | "The Nutcracker Suite, Op. 71A, Dance of the Reed Flutes" (Irwin Kostal Re-Record, 1982)      |         |  |
| 5.                                                                   | "The Nutcracker Suite, Op. 71A, Arabian Dance" (Irwin Kostal Re-Record, 1982)                 |         |  |
| 6.                                                                   | "The Nutcracker Suite, Op. 71A, Russian Dance" (Irwin Kostal Re-Record, 1982)                 |         |  |
| 7.                                                                   | "The Nutcracker Suite, Op. 71A, Waltz of the Flowers" (Irwin Kostal Re-Record, 1982)          |         |  |
| 8.                                                                   | "The Sorcerer's Apprentice" (Irwin Kostal Re-Record, 1982)                                    |         |  |
| 9.                                                                   | "Rite of Spring" (Irwin Kostal Re-Record, 1982)                                               |         |  |

| Disco 4 – Edição Walt Disney Records the Legacy Collection: Fantasia | |         |  |
| N.º                                                                  | Título | Duração |  |
| 1.                                                                   | "Symphony No. 6 ("Pastoral"), Op. 68, I Allegro Ma Non Troppo" (Irwin Kostal Re-Record, 1982)             |         |  |
| 2.                                                                   | "Symphony No. 6 ("Pastoral"), Op. 68, II Andante Molto Mosso" (Irwin Kostal Re-Record, 1982)              |         |  |
| 3.                                                                   | "Symphony No. 6 ("Pastoral"), Op. 68, III Allegro/IV Allegro/V Allegretto" (Irwin Kostal Re-Record, 1982) |         |  |
| 4.                                                                   | "Dance of the Hours from the Opera "La Gioconda"" (Irwin Kostal Re-Record, 1982)                          |         |  |
| 5.                                                                   | "A Night On Bald Mountain" (Irwin Kostal Re-Record, 1982)                                                 |         |  |
| 6.                                                                   | "Ave Maria, Op. 52 No. 6" (Irwin Kostal Re-Record, 1982)                                                  |         |  |
| 7.                                                                   | "Peter and the Wolf, Op. 67"                                                                              |         |  |

## Prêmios e indicações
Oscar 1942 (EUA)
- Ganhador de dois Oscars honorários, em virtude do trabalho inovador feito no filme.[carece de fontes?]

New York Film Critics Circle Awards 1940 (EUA)
- Prêmio Especial do festival entregue a Walt Disney.[carece de fontes?]

## Lançamento

### Bilheteria
Segundo o site Box Office Mojo, Fantasia arrecadou US$ 76,4 milhões nos Estados Unidos e é a 22.ª maior bilheteria de um filme nesse país quando ajustada a inflação.

### No Brasil
O filme estreou no Brasil em 23 de agosto de 1941. A sessão de estreia do longa realizada no Cine Pathé, Rio de Janeiro, teve a presença de Walt Disney, do então presidente da República Getúlio Vargas e sua esposa Darcy Vargas.